# Mansilla Mayor
Mansilla Mayor és un municipi de la província de Lleó a la comunitat autònoma de Castella i Lleó. Forma part de la comarca d'Esla-Campos. Inclou les poblacions de Mansilla Mayor, Nogales, Villamoros de Mansilla i Villaverde de Sandoval.

## Demografia
| 1991 |  | 1996 |  | 2001 |  | 2004 |  | 2007 |
| ---- |  | ---- |  | ---- |  | ---- |  | ---- |
| 476  |  | 413  |  | 415  |  | 393  |  | 358  |